# Otto I (biskup Münsteru)
Otto I (zm. 6 marca 1218 w Cezarei) – biskup Münsteru od 1204 z rodu Oldenburgów, uczestnik V wyprawy krzyżowej.

## Życiorys
Otto był synem Henryka, hrabiego Oldenburga-Wildeshausen, zmarłego w 1167, oraz Salomei z rodu hrabiów Geldrii. W chwili śmierci ojca był małoletni i dostał się pod opiekę swego stryja Ottona, prepozyta kapituły katedralnej w Bremie. Otto swoją karierę kościelną zaczął od stanowiska kanonika w Bonn, w 1194 był kanonikiem w Bremie, a w 1201 został prepozytem kapituły katedralnej w Bremie. 
W 1203 został wybrany na biskupa Münsteru głosami większości tamtejszej kapituły katedralnej, podczas gdy mniejszość wsparta przez możnych z księstwa biskupiego opowiedziała się za Fryderykiem z Clarholz. W 1204 wyznaczeni przez papieża Innocentego III duchowni rozstrzygnęli spór o biskupstwo na korzyść Ottona. W tym okresie w Rzeszy toczył się konflikt o władzę między Ottonem IV z rodu Welfów a Filipem Szwabskim z rodu Hohenstaufów. Otto pochodził z niechętnego Welfom rodu Oldenburgów, jednak Otto IV nie interweniował przeciwko jego wyborowi, być może nie chcąc powodować zadrażnień w swych stosunkach z papieżem. Otto, jako nowy biskup złożył przysięgę Ottonowi IV. 
Jednak już w 1205 Otto wraz ze swym bratem, biskupem Osnabrücku Gerardem przeszedł na stronę Filipa Szwabskiego, który w tym okresie zyskiwał przewagę nad konkurentem. Po śmierci Filipa obaj bracia przyłączyli się do stronnictwa Ottona IV, jednak po 1211, gdy ten został ekskomunikowany, ponownie od niego odstąpili. Starali się uzyskać dla Gerharda stanowisko arcybiskupa Hamburga-Bremy, o które ten konkurował z księciem duńskim Waldemarem. 
W 1214 Otto otwarcie opowiedział się po stronie następcy Filipa, Fryderyka II Hohenstaufa. Wystąpili przeciwko niemu wówczas mieszkańcy Münsteru, a sam Otto w drodze na spotkanie z Fryderykiem został pojmany w Kolonii i uwięziony przez Ottona IV w Kaiserswerth. Dopiero w kolejnym roku został uwolniony po zajęciu zamku przez hrabiego Bergu Adolfa III. Udał się wówczas do Akwizgranu do Fryderyka Hohenstaufa. 
Latem 1217 Otto wyruszył na V wyprawę krzyżową. Podróżował przez Europę drogą lądową, wraz z królem Węgier Andrzejem II i księciem Austrii Leopoldem VI. Pod koniec października był w Akce. Wziął udział w rozbudowie twierdzy w Cezarei, gdzie zachorował i 6 marca 1218 zmarł.